# Cylindrotheristus oxycercus
Cylindrotheristus oxycercus är en rundmaskart som beskrevs av Christian Wieser. Cylindrotheristus oxycercus ingår i släktet Cylindrotheristus och familjen Monhysteridae. Arten är reproducerande i Sverige. Inga underarter finns listade i Catalogue of Life.